# Brugine
Brugine est une commune de la province de Padoue, dans la région Vénétie, en Italie.

## Administration
| Période                                  | Période | Identité         | Étiquette | Qualité |
| ---------------------------------------- | ------- | ---------------- | --------- | ------- |
| 2004                                     | 2009    | Silvia Salvagnin |           |         |
| 2009                                     | 2009    | Davide Zanetti   |           |         |
| Les données manquantes sont à compléter. |         |                  |           |         |

### Hameaux
Campagnola.

### Communes limitrophes
Bovolenta, Legnaro, Piove di Sacco, Polverara, Pontelongo, Sant'Angelo di Piove di Sacco.